# Gonnehem
Gonnehem är en kommun i departementet Pas-de-Calais i regionen Hauts-de-France i norra Frankrike. Kommunen ligger i kantonen Lillers som tillhör arrondissementet Béthune. År 2022 hade Gonnehem 2 532 invånare.

## Befolkningsutveckling
Antalet invånare i kommunen Gonnehem
| Referens: INSEE |